# Semans
Semans is een plaats (village) in de Canadese provincie Saskatchewan en telt 267 inwoners (2001).